# Theropithecus
Theropithecus — род приматов из семейства мартышковых (Cercopithecidae), близкий родственник павианов. Существует единственный современный вид — гелада. Он обитает исключительно на горных плато Эфиопии, например в горах Сымен. Также известно несколько вымерших представителей рода.
Вымершие виды:
- Theropithecus brumpti[1]
- Theropithecus darti
- Theropithecus oswaldi[2]